# Abou Qatada
Abou Qatada al-Filistini (arabe : أبو قتادة الفلسطيني) appelé aussi parfois Abou Omar, né le 1er juillet 1960 à Bethléem en Cisjordanie, est un théologien islamiste jordanien proche d'Al-Qaïda.

## Biographie
Dans les années 1990, pendant la guerre civile algérienne, il est la principale autorité religieuse du Groupe islamique armé. En 1995, il publie une fatwa autorisant à tuer les femmes et les enfants des militaires algériens. Des années plus tard, il prétextera ne l'avoir donné qu'à titre dissuasif,.

## Parcours
Parfois surnommé l'« ambassadeur d'Oussama ben Laden en Europe », il est condamné par la cour jordanienne de sûreté de l'État à deux reprises, en 1998 et 2000, à 15 ans de travaux forcés, pour « financement d'un groupe interdit » et « liens avec Al-Qaïda », ainsi que pour la « préparation d'attentats visant des objectifs américains et juifs et des visiteurs chrétiens en Terre sainte lors du Jubilé 2000 ».
Il est inscrit sur la liste des individus liés à Al-Qaïda par le comité 1267 du Conseil de sécurité des Nations unies.
Qualifié en mars 2004 par la Commission d'appel spécial des affaires d'immigration (Siac) de Londres d'« individu réellement dangereux », « au centre au Royaume-Uni d'activités terroristes associés à Al-Qaïda », il introduit un recours, faisant valoir qu'en cas d'expulsion vers la Jordanie, il craignait d'être torturé ou maltraité.
Il est arrêté en août 2005 par la police britannique après les attentats du 7 juillet 2005 à Londres en vue de son extradition.
Il est libéré le 17 juin 2008 de la prison de Long Lartin sur décision d'une commission spéciale[évasif].
Il est à nouveau arrêté par la suite, et Al-Qaïda au pays du Maghreb islamique enlève quatre touristes britanniques au Mali pour obtenir sa libération en janvier 2009.
Le gouvernement du Royaume-Uni souhaite extrader Abou Qatada vers la Jordanie afin qu'il y soit jugé. Dans un jugement rendu le 17 janvier 2012, la Cour européenne des droits de l'homme s'oppose à cette extradition qui violerait le droit fondamental à un procès équitable, car des aveux obtenus sous la torture pourraient être retenus comme preuve contre lui.
Le 6 février, il est placé en liberté conditionnelle, assigné à résidence et soumis à un contrôle des visites. La secrétaire d'État à l'Intérieur, Theresa May, s'oppose à cette libération qu'elle estime dangereuse pour la sécurité du Royaume-Uni

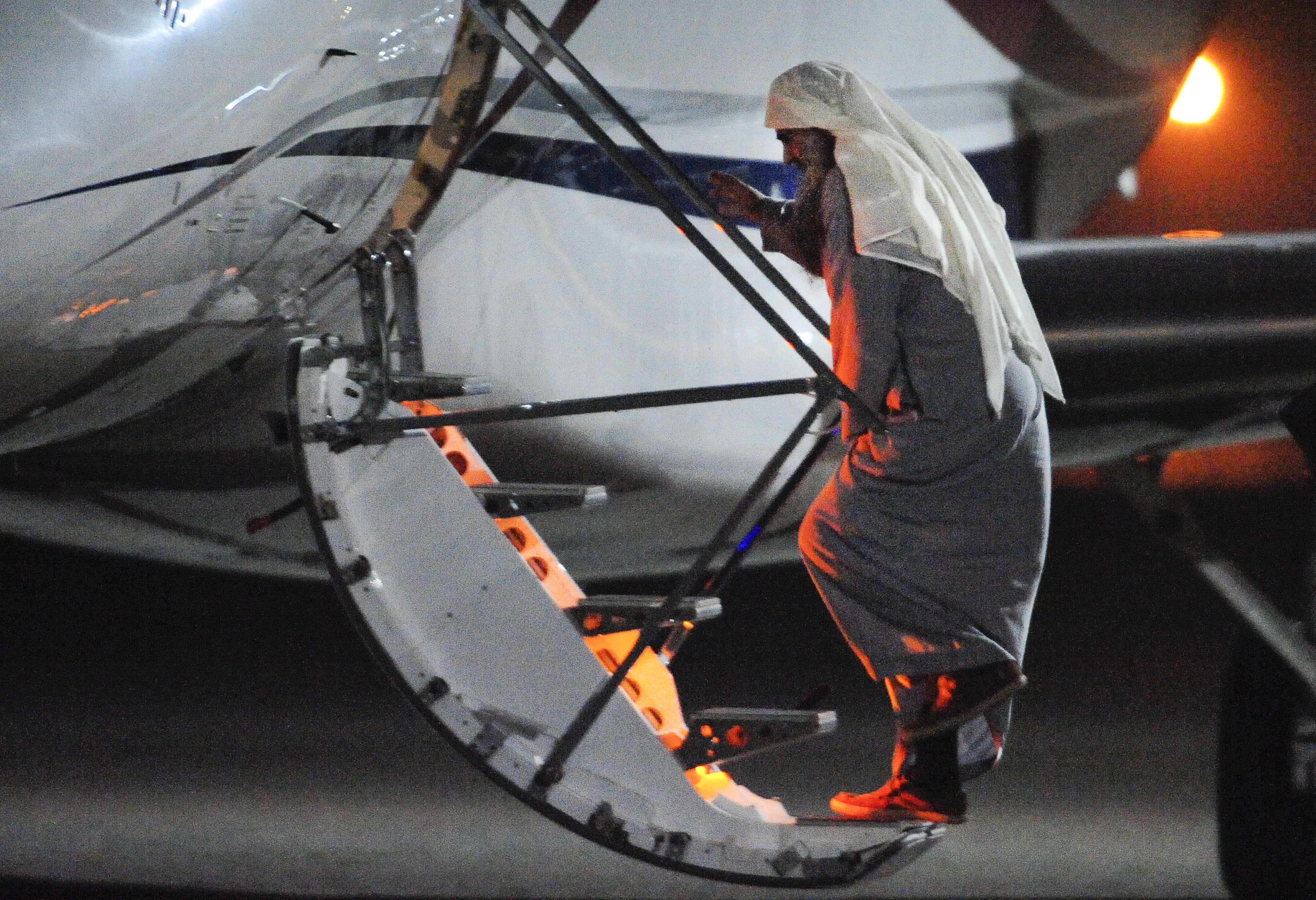
Abou Qatada expulsé ver la Jordanie.

La Jordanie et le Royaume-Uni ayant signé un traité permettant de s'assurer qu'aucun aveu extorqué sous la torture ne puisse être utilisé contre Abou Qatada, il est expulsé, le 7 juillet 2013, vers la Jordanie, où à sa descente d'avion de la Royal Air Force, il est remis à des enquêteurs de la cour de sécurité d’État.
La justice jordanienne n'ayant pas trouvé des preuves suffisantes, il est innocenté des charges de terrorisme et est libéré le 24 septembre 2014. Toujours considéré comme une menace à la sécurité nationale, il ne pourra pas retourner en Grande-Bretagne, et il demeure interdit de voyage par les Nations unies.
Lors de la guerre civile syrienne, Abou Qatada déplore initialement les affrontements entre le Front al-Nosra et l'État islamique en Irak et au Levant et appelle à leur union. Par la suite, il s'aligne sur la position d'Ayman al-Zaouahiri, condamne l'EIIL et appelle les djihadistes à rallier le Front al-Nosra.